# امین قاسمی‌نژاد
امین قاسمی‌ نژاد (زاده ۱ آذر ۱۳۶۵ در بابل) بازیکن فوتبال اهل ایران است که در پست مهاجم برای باشگاه فوتبال شمس‌آذر در لیگ برتر خلیج فارس بازی می‌کند.

## عملکرد باشگاهی

### پدیده
وی با چند سال حضور در تیم پدیده جزو بازیکنان محبوب هواداران این تیم است او بازی‌های درخشانی از خود به نمایش گذاشت و در ۳ فصل اخیر جزء آقای گل بود و این باعث شد با وجود سن بالایی که داشت از باشگاه‌های استقلال و سپاهان و پرسپولیس پیشنهاد دریافت کند.

### استقلال
وی در نیم فصل لیگ بیستم مورد توجه باشگاه استقلال قرار گرفت و با این باشگاه به توافق رسید اما در آخرین لحظه باشگاه پدیده رضایت نامه او را صادر نکرد و این باعث عدم همکاری قاسمی نژاد با باشگاه استقلال شد. امین قاسمی نژاد در نقل و انتقالات پیش فصل لیگ برتر فوتبال ایران دوره بیست و یکم به باشگاه استقلال پیوست.

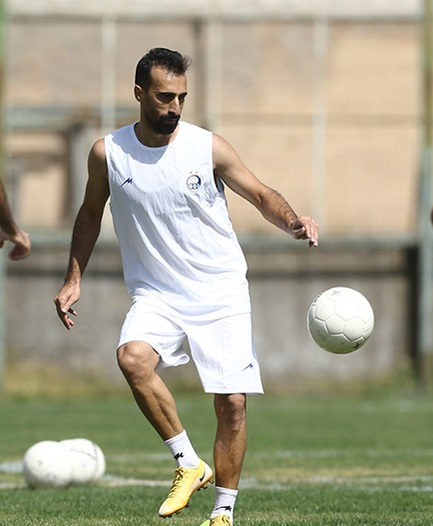
قاسمی‌نژاد با استقلال در سال ۱۴۰۰

## آمار باشگاهی
تا تاریخ ۱۸ اسفند ۱۴۰۲
| عملکرد          | عملکرد          | عملکرد          | لیگ  | لیگ | جام      | جام      | قاره‌ای | قاره‌ای | مجموع | مجموع |
| فصل             | باشگاه          | لیگ             | بازی | گل  | بازی     | گل       | بازی   | گل     | بازی  | گل    |
| ایران           | ایران           | ایران           | لیگ  | لیگ | جام حذفی | جام حذفی | آسیا   | آسیا   | مجموع | مجموع |
| --------------- | --------------- | --------------- | ---- | --- | -------- | -------- | ------ | ------ | ----- | ----- |
| ۲۰۱۴–۲۰۱۵       | گیتی پسند       | لیگ آزادگان     | ۵    | ۰   | ۰        | ۰        | _      | _      | ۵     | ۰     |
| مجموع گیتی پسند | مجموع گیتی پسند | مجموع گیتی پسند | ۵    | ۰   | ۰        | ۰        | _      | _      | ۵     | ۰     |
| ۲۰۱۵–۲۰۱۶       | ماشین‌سازی       | لیگ آزادگان     | ۳۵   | ۱۲  | ۰        | ۰        | _      | _      | ۳۵    | ۱۲    |
| ۲۰۱۶–۲۰۱۷       | ماشین‌سازی       | لیگ برتر        | ۲۸   | ۶   | ۳        | ۵        | _      | _      | ۳۱    | ۱۱    |
| مجموع ماشین‌سازی | مجموع ماشین‌سازی | مجموع ماشین‌سازی | ۶۳   | ۱۸  | ۳        | ۵        | _      | _      | ۶۶    | ۲۳    |
| ۲۰۱۷–۲۰۱۸       | پدیده           | لیگ برتر        | ۲۸   | ۴   | ۰        | ۰        | _      | _      | ۲۸    | ۴     |
| ۲۰۱۸–۲۰۱۹       | پدیده           | لیگ برتر        | ۳۰   | ۱۰  | ۲        | ۰        | _      | _      | ۳۲    | ۱۰    |
| ۲۰۱۹–۲۰۲۰       | پدیده           | لیگ برتر        | ۲۵   | ۴   | ۲        | ۰        | ۷      | ۱      | ۳۴    | ۵     |
| ۲۰۲۰–۲۰۲۱       | پدیده           | لیگ برتر        | ۲۳   | ۱۱  | ۱        | ۰        | _      | _      | ۲۴    | ۱۱    |
| مجموع پدیده     | مجموع پدیده     | مجموع پدیده     | ۱۰۶  | ۲۹  | ۵        | ۰        | ۷      | ۱      | ۱۱۸   | ۳۰    |
| ۲۰۲۱–۲۰۲۲       | استقلال         | لیگ برتر        | ۱۰   | ۱   | ۱        | ۰        | ۱      | ۰      | ۱۲    | ۱     |
| مجموع استقلال   | مجموع استقلال   | مجموع استقلال   | ۱۰   | ۱   | ۱        | ۰        | ۱      | ۰      | ۱۲    | ۱     |
| ۲۰۲۱–۲۰۲۲       | گل‌گهر (قرضی)    | لیگ برتر        | ۱۰   | ۰   | ۰        | ۰        | _      | _      | ۱۰    | ۰     |
| ۲۰۲۲–۲۰۲۳       | گل‌گهر           | لیگ برتر        | ۲۴   | ۳   | ۲        | ۰        | _      | _      | ۲۶    | ۳     |
| مجموع گل گهر    | مجموع گل گهر    | مجموع گل گهر    | ۳۴   | ۳   | ۲        | ۰        | _      | _      | ۳۶    | ۳     |
| ۲۰۲۳-۲۰۲۴       | هوادار          | لیگ برتر        | ۱۴   | ۴   | ۱        | ۱        | _      | _      | ۱۵    | ۵     |
| مجموع آمار      | مجموع آمار      | مجموع آمار      | ۲۳۲  | ۵۵  | ۱۱       | ۶        | ۸      | ۱      | ۲۵۲   | ۶۲    |